# Open di Francia 2009 - Doppio femminile in carrozzina
Jiske Griffioen e Esther Vergeer erano le detentrici del titolo, ma quest'anno non hanno partecipato insieme.

Griffioen ha fatto coppia con Florence Gravellier, ma ha perso in semifinale contro Annick Sevenans e Aniek van Koot.

Vergeer ha fatto coppia con Korie Homan e ha battuto in finale 6–2, 6–3 Annick Sevenans e Aniek van Koot.

## Teste di serie
1. Korie Homan /  Esther Vergeer (campionesse)
2. Florence Gravellier /  Jiske Griffioen (semifinali)

## Tabellone

### Legenda
| - Q = Qualificato - WC = Wild card - LL = Lucky loser | - ALT = Alternate - SE = Special Exempt - PR = Protected Ranking | - w/o = Walkover - r = Ritirato - d = Squalificato |

### Finali
|  | Semifinali | Semifinali                          | Semifinali                          | Semifinali | Semifinali |  |  | Finale | Finale                         | Finale                         | Finale | Finale |  |
|  |            |                                     |                                     |            |            |  |  |        |                                |                                |        |        |  |
|  | 1          | Korie Homan Esther Vergeer          | Korie Homan Esther Vergeer          | 6          | 6          |  |  |        |                                |                                |        |        |  |
|  |            | Lucy Shuker Sharon Walraven         | Lucy Shuker Sharon Walraven         | 1          | 2          |  |  | 1      | Korie Homan Esther Vergeer     | Korie Homan Esther Vergeer     | 6      | 6      |  |
|  |            | Annick Sevenans Aniek van Koot      | Annick Sevenans Aniek van Koot      | 6          | 7          |  |  |        | Annick Sevenans Aniek van Koot | Annick Sevenans Aniek van Koot | 2      | 3      |  |
|  | 2          | Florence Gravellier Jiske Griffioen | Florence Gravellier Jiske Griffioen | 4          | 65         |  |  |        |                                |                                |        |        |  |